# Ісламський релігійно-культурний центр
Ісламський релігійно-культурний центр — мечеть і релігійна організація в місті Львів. Діє як підрозділ Духовного управління мусульман Криму.

## Відкриття
Офіційне відкриття мечеті відбулось 24 березня 2023 року. Головним місцем у новому релігійно-культурному центрі є мечеть з мінаретом. Вона розділена на два простори: один для жінок, інший – для чоловіків. У цьому приміщенні п’ять разів на день мусульмани зможуть молитись.
Розташований за адресою: вул. Щирецька, 36 на території ТВК «Південний».

## Громада
Близько 2,5 тис. кримських татар проживає у Львівській області. Найбільше у Львові, селищі Брюховичі та в місті Дрогобич.